# Richie Mo'unga
Richie Mo'unga (* 25. května 1994, Christchurch) je novozélandský ragbista hrající za japonský klub Toshiba Brave Lupus Tokyo na pozici útokové spojky. V roce 2023 byl zvolen světovou rugbyovou asociací do nejlepší sestavy světa. S klubem Crusaders vyhrál v letech 2017–2023 Super Rugby. V sezoně 2023/24 se stal vítězem japonské ligy s klubem Toshiba Brave Lupus Tokyo.
S novozélandskou reprezentací skončil třetí na MS 2019 a druhý na MS 2023. Vyhrál s ní v roce 2018 a v letech 2020–2023 Rugby Championship. V roce 2022 s 71 body (společně s Argentincem Boffellim) a v roce 2023 se s 28 body stal nejlépe bodujícím hráčem soutěže. Podle svých slov ukončil reprezentační kariéru a zbytek kariéry chce hrát v Japonsku.  Za Nový Zéland si připsal 56 startů a 466 bodů.